# گوستاو د اسخریور
گوستاو د اسخریور (انگلیسی: Gustave De Schryver؛ زادهٔ) دوچرخه‌سوار اهل بلژیک است.